# Слайфилд, Сэм
Чарльз Оливер Слайфилд (англ. Charles Oliver Slyfield), более известен как Сэм Слайфилд (англ. Sam Slyfield) (11 мая 1898 – 15 января 1974) — американский звукорежиссёр, работавший в Walt Disney Animation Studios в первые годы существования компании. Он был номинирован на четыре премии «Оскар» в категории «Лучшая запись звука» за мультфильмы «Бэмби», «Салют, друзья!», «Три кабальеро» и «Золушка».

## Карьера
Чарльз Оливер Слайфилд начал свою карьеру звукорежиссёра в качестве звукового руководителя в голливудской киноиндустрии в отделе студии звукозаписи компании The Walt Disney Company, для короткометражного мультфильма «Donald’s Lucky Day» (с англ. — «Удачный день Дональда») (1939). Через год он работал звукооператором для полнометражного мультфильма «Фантазия» (1940).
Он был номинирован на свою первую премию «Оскар» за лучшую запись звука на церемонии вручения премии 1943 года за мультфильм «Бэмби» (1942). Он получил свою вторую номинацию на «Оскар» на церемонии вручения премии 1944 года за мультфильм «Салют, друзья!» (1942). Он снова был номинирован на «Оскар» на церемонии вручения премии 1946 года за косвенное продолжение этого мультфильма «Три кабальеро» (1944).
На церемонии вручения премии 1947 года Слайфилд разделил «Оскар» за технические достижения вместе с Артуром Ф. Блинном и Робертом О. Куком, которые также работали в отделе звукозаписи The Walt Disney Company, «за проектирование и разработку средства поиска аудио и просмотра дорожек для проверки и обнаружения шума в звуковых дорожках».
Слайфилд получил свою четвёртую и последнюю номинацию на «Оскар» на церемонии вручения премии 1951 года за мультфильм-сказку «Золушка» (1950).
За свою карьеру, которая продлилась до 1955 года, Слайфилд участвовал в создании почти тридцати фильмов и мультфильмов Disney.

## Фильмография
| Год  | Фильм                               | Работа                                                     |
| ---- | ----------------------------------- | ---------------------------------------------------------- |
| 1939 | Donald’s Lucky Day                  | Звуковой руководитель – в титрах не указан                 |
| 1940 | Фантазия                            | Звукооператор                                              |
| 1940 | Главный пожарный                    | Звуковой руководитель – в титрах не указан                 |
| 1941 | Багажная кутерьма                   | Звуковой руководитель – в титрах не указан                 |
| 1942 | Бэмби                               | Звукорежиссёр – в титрах не указан                         |
| 1942 | Салют, друзья!                      | Звукорежиссёр – в титрах не указан                         |
| 1943 | Победа через мощь в воздухе         | Звукооператор                                              |
| 1944 | Дональд Дак и горилла               | Звуковой руководитель                                      |
| 1944 | Три кабальеро                       | Звукооператор: живые сцены                                 |
| 1946 | Сыграй мою музыку                   | Звукооператор                                              |
| 1946 | Песня Юга                           | Звукорежиссёр                                              |
| 1947 | Весёлые и беззаботные               | Звуковой руководитель                                      |
| 1947 | Бонго                               | Звуковой руководитель                                      |
| 1948 | Время мелодий                       | Звукорежиссёр                                              |
| 1948 | Так дорого моему сердцу             | Звукорежиссёр                                              |
| 1948 | Остров тюленей                      | Звукорежиссёр                                              |
| 1949 | Приключения Икабода и мистера Тоада | Звукорежиссёр                                              |
| 1949 | Ветер в ивах                        | Звуковой руководитель                                      |
| 1949 | Легенда Сонной лощины               | Звуковой руководитель                                      |
| 1950 | Золушка                             | Звукорежиссёр                                              |
| 1950 | Бивер Вэлей                         | Звуковой отдел                                             |
| 1950 | One Hour in Wonderland              | Звуковой отдел                                             |
| 1951 | Алиса в Стране чудес                | Звукорежиссёр                                              |
| 1951 | Пол-акра природы                    | Звукорежиссёр                                              |
| 1952 | The Olympic Elk                     | Звукорежиссёр                                              |
| 1953 | Питер Пэн                           | Звукорежиссёр                                              |
| 1953 | Страна медведей                     | Звукорежиссёр                                              |
| 1953 | Аляскинский эскимос                 | Звукорежиссёр                                              |
| 1953 | Prowlers of the Everglades          | Звукорежиссёр                                              |
| 1953 | Роб Рой, неуловимый разбойник       | Звукорежиссёр                                              |
| 1953 | Живая пустыня                       | Звукорежиссёр                                              |
| 1954 | 20 000 лье под водой                | Звукорежиссёр                                              |
| 1954 | Исчезающая прерия                   | Звукорежиссёр                                              |
| 1955 | Дэви Крокетт, король диких земель   | Звуковой отдел                                             |
| 1955 | Леди и Бродяга                      | Звукорежиссёр                                              |
| 1999 | Фантазия 2000                       | Звукооператор – архивный звук из сегмента «Ученик чародея» |

## Награды и номинации
- 1943 — Премия «Оскар» в категории «Лучшая запись звука» («Бэмби») (номинация)[1]
- 1944 — Премия «Оскар» в категории «Лучшая запись звука» («Салют, друзья!») (номинация)[2]
- 1946 — Премия «Оскар» в категории «Лучшая запись звука» («Три кабальеро») (номинация)[3]
- 1947 — Премия «Оскар» за технические достижения «за проектирование и разработку средства поиска аудио и просмотра дорожек для проверки и обнаружения шума в звуковых дорожках»[4]
- 1951 — Премия «Оскар» в категории «Лучшая запись звука» («Золушка») (номинация)[5]